# Ravageurs du bananier
Liste non exhaustive des ravageurs du bananier (Musa acuminata, Musa balbisiana, Musa x paradisiaca)

## Insectes

### Lépidoptères
- Pelopidas thrax (L.),	hespérie du millet, Hesperiidae
- Thosea sinensis Walker, Limacodidae
- Eumeta fuscencens Snell, Psychidae
- Opogona sacchari, teigne du bananier, Tineidae
- Olepa ricini, chenille velue du ricin, Erebidae
- Spodoptera litura, vers gris, noctuelle rayée, Noctuidae

### Hémiptères
- Aspidiotus destructor Sig., cochenille du cocotier, Diaspididae
- Abgrallaspis palmae Cock., cochenille noire, Diaspididae
- Stephanitis typicus L., punaise du bananier,	Tingidae
- Pentalonia nigronervosa Coq., puceron du bananier, Aphididae
- Dysmicoccus neobrevipes, cochenille grise de l'ananas, Pseudococcidae

### Thysanoptères
- Thrips florum Schmutz,  thrips des fleurs du bananier, Thripidae
- Chaetanaphothrips signipennis (Bagnall),  thrips du bananier, Thripidae

### Coléoptères
- Philicoptus iliganis Heller,	Curculionidae
- Philicoptus sp., Curculionidae
- Philicoptus dimissus Heller,	Curculionidae
- Cosmopolites sordidus (Germar), charançon du bananier, Curculionidae
- Odoiporus longicollis (Oliver), charançon foreur du pseudo-tronc du bananier, Curculionidae: Coleoptera

### Diptères
- Hermetia illucens (L.), mouche soldat noire,	Stratiomyidae